# طبقة الجلسة
طبقة الجلسة (الطبقة الخامسة في نموذج أو إس أي) تنظم إنشاء أو إنهاء ارتباط بين نقطتين نهائيتين وهذا ما يسمى الاتصال. حيث تقوم بالإبقاء على الاتصال بينما تكون النقطتين النهائيتين تتواصلان ذهاباً وإياباً ضمن محادثة أو جلسة ذو مدة محددة. حيث أن الجلسة هي اتصال يقيم الرابطة ومدار بين أنظمة الشبكة لغاية محددة، فمثلاً الجلسة ممكن أن تنشأ بغاية التوثيق أو البدء بنقل ملفات. بعض المحادثات والجلسات تستمر لفترة تكفي فقط لإرسال رسالة باتجاه واحد، أما جلسات أخرى من الممكن أن تكون أطول زمنياً، ويمكن لأحد المتصلين أو كلاهما إنهاء الاتصال.

## الجلسة في تطبيقات الشبكة العنكبوتية
في مجال تطبيقات الشبكة العنكبوتية (Internet)، كل جلسة مرتبطة بمنفذ (وهو رقم مرتبط بتطبيق في طبقة عليا). مثلاً برنامج الـبروتوكول نقل النص الفائق أو الـdaemon يملك رقم منفذ (80) دوماً. أرقام المنافذ المرتبطة بتطبيقات الإنترنت دوماً تكون أرقام معروفة. على الرغم من أن معظم أرقام المنافذ يمكن إسنادها ديناميكياً إلى تطبيقات أخرى.

## عمل طبقة الجلسة ضمننموذج أو إس أي
وهي الطبقة الخامسة وتعتبر أرق طبقة ضمن النموذج، وعندما تم وضعه لم تكن الحاجة إلى هذه الطبقة واضحة. فضمن نموذج أو إس أي بعض العمليات لا تكتفي بالخدمات المقدمة من الطبقات الأربعة الأولى (الفيزيائية، ربط المعطيات، الشبكة، النقل)، فطبقة الجلسة هي الطبقة المتحكمة بالمحادثة في الشبكة. فهي مسؤولة عن تزامن الاتصالات بين نقطتين نهائيتين. وتبعاً لبنية نموذج أو إس أي، فإن طبقة الجلسة تستجيب لخدمة مطلوبة من طبقة التقديم وترسل طلبات خدمة إلى طبقة النقل. وللتأكيد أن طبقة الجلسة تقدم خدمات إلى طبقة التقديم يمكن تعريف الجلسة على أنها اتصال مترابط بين وحدتي تقديم.

## مهام هذه الطبقة

### -	البدء بالاتصال
عند إنشاء اتصال يتم التوثق من حساب المستخدم بجهة المرسل والمستقبل. إنشاء الاتصال يضم أيضاً تحديد نمط التواصل الذي سيحصل ونوع البروتوكولات التي سيتم استخدمها في الطبقات الأدنى.

### -	صون الاتصال والإبقاء عليه
في حالة ضياع الاتصال يحاول بروتوكول (نموذج اتصال معياري أو ما يسمى بـ OSI 8327) إعادة الاتصال.إذا لم يستخدم الاتصال لفترة طويلة، فيقوم بإغلاق الاتصال وإعادة فتحه.

### -	تزامن الاتصالات
طبقة الجلسة تتيح لأي عملية إمكانية إضافة نقاط تزامن إلى دفق المعطيات. على سبيل المثال، نظام يرسل ملف من 400 صفحة، فينصح بوضع نقاط تزامن بعد كل 100 صفحة للتأكيد أن كل 100 صفحة قد وصلت وتم إقرار وصولها بشكل منفرد.ففي هذه الحالة إن وقع خطأ في الصفحة 324 فإن الصفحات التي يجب إعادة إرسالها تكون محصورة في بين 301 و 324، الصفحات السابقة لـ 301 لا يتم إعادة إرسالها. فنقاط التزامن هي نقاط مرجعية تعرف على المعطيات من خلال طبقة الجلسة وذلك لغايتين تصحيح الأخطاء والتحكم بالدفق.

### -	التحكم بالنشاط
تسمح للمستخدم أن يقسم المعطيات إلى وحدات منطقية تسمى بالنشاطات، كل نشاط مستقل عن النشاط الذي يسبقه والذي يليه وكل نشاط يمكن تنفيذه بشكل مستقل.
فالنشاطات تستخدم لتقسيم ملفات في عملية نقل لملفات متعددة. النشاطات أيضاً تستخدم من أجل الحجر، الحجر بمعنى تجميع كل الرسائل من عملية نقل متعددة الرسائل معاً قبل البدء بتنفيذهم. فتتم معالجة جميع الرسائل بعد وصولها كلها.وهذه العملية تتيح طريقة للتأكد من أن كل رسائل المجموعة أو ولا واحدة منها تم تنفيذها.
مثال: عملية التحويل البنكية تتألف من عمليتين : 1- سحب من الحساب الأول، 2- إيداع في الحساب الثاني.
فإذا نفدت العملية الأولى ولكن لم تصله العمليات المتبقية فسيبقى المبلغ المسحوب ضائع ولن يصل إلى الحساب الثاني. فالحجر هنا تظهر أهميته بتنفيذ كل العمليات دفعة واحدة عند التأكد من وصولها كلها.

### -	التحكم بالمحادثة
تتيح طبقة الجلسة لنظامين إمكانية الدخول إلى محادثة، حيث تقوم بتحديد المتكلم والسماح لعملية الاتصال أن تتم إما بشكل أحادي الاتجاه أو ثنائي الاتجاه (تبادل باتجاهين في كل لحظة).ويتم تحديد المتكلم من خلال استخدام جزء من المعطيات (Data token) يرسل ذهاباً وإياباً ويسمح للمستخدم أن يرسل فقط عندما يملك هذا الجزء من المعطيات.
فعملية نقل الملفات أو التحكم بالمحادثات تستخدم لتحديد الحاسب الذي يقوم بإرسال الطلبات والحاسب الذي يقوم بالرد.وهنا يتم أيضاً تحديد إن كانت عملية نقل المعطيات تحتاج إلى إقرارات أما لا.

#### -أنماط النقل
- الاتصال أحادي الاتجاه: إذا كان الإرسال يتم بالجهتين ولكن ليس في نفس اللحظة، أي أنه في لحظة ما فإن أحد الحاسبين هو فقط يرسل معلومات.
- الاتصال ثنائي الاتجاه: إذا كان الإرسال يتم بالجهتين في نفس اللحظة، أي في لحظة واحدة كل من الحاسبين يرسل معلومات.

## الخدمات التي تقدمها طبقة الجلسة
1-	الاستيثاق.
2-	الصلاحيات.
3-	استعادة الجلسة (نقاط المراقبة، الاستعادة).

## استخدام خدمات طبقة الجلسة
تكون جلسات الاتصالات عادةً مكونة من طلبات وردود يتم تبادلها بين التطبيقات.خدمات طبقة الجلسة تستخدم بشكل مشاع في بيئة التطبيقات التي تستخدم اتصالات الإجراء البعيد (نداء الإجراء البعيد).

## أمثلة على استخدام طبقة الجلسة
مثال 1:
الاجتماع المرئي، حيث في هذه الخدمة يجب على الصوت الصورة أن يكونا متزامنين لتجنب وصول أحدهما قبل الآخر يتم ذلك من خلال تقنية (Floor control)، التي تجعل صوت المتكلم متوافق مع الصورة الظاهرة على الشاشة.
مثال 2:
البث الحي والمباشر للتلفاز حيث يجب دمج كل من دفقي الصوت والصورة بشكل مستمر ونقلهما وضمان عدم حدوث حالة صمت أو تراكب في النقل.

## البروتوكولات الموجودة ضمن طبقة الجلسة
•	رموز بريد الولايات المتحدة : بروتوكول معلومات المنطقة.
•	ADSP: الذي ينسق بين عملية ربط الاسم وبروتوكول آخر هو بروتوكول إدارة الجلسة(SCP)
•	بروتوكولات أخرى:
ADSP, AppleTalk Data Stream Protocol
صفحات خادم نشطة, AppleTalk Session Protocol
H.245, Call Control Protocol for Multimedia Communication
ISO-SP, OSI Session Layer Protocol (X.225, ISO 8327)
iSNS, Internet Storage Name Service
L2F, Layer 2 Forwarding Protocol
إل 2 تي بي, Layer 2 Tunneling Protocol
NetBIOS, Network Basic Input Output System
PAP, Password Authentication Protocol
بروتوكول النقطة إلى النقطة, Point-to-Point Tunneling Protocol
نداء الإجراء البعيد, Remote Procedure Call Protocol
RTCP, Real-time Transport Control Protocol
SMPP, Short Message Peer-to-Peer
SCP, Secure Copy Protocol
SSH, Secure Shell
ZIP, Zone Information Protocol
SDP, Sockets Direct Protocol